# Dmytro Samotajew
Dmytro Samotajew (ukrainisch Дмитро Замотаєв; englisch Dmytro Zamotayev; * 4. April 1995 in Saporischschja) ist ein ukrainischer Boxer im Fliegengewicht.

## Erfolge
Samotajew gewann eine Bronzemedaille bei der Schülereuropameisterschaft 2009 in Anapa, sowie eine Bronzemedaille bei der Juniorenweltmeisterschaft 2011 in Astana. 2013 wurde er Ukrainischer Jugendmeister und gewann die Jugendeuropameisterschaft 2013 in Rotterdam.
Bei den Erwachsenen (Elite-Klasse) wurde er Ukrainischer Meister 2013 und 2014, sowie Bronzemedaillengewinner der Europaspiele 2015 in Baku, der Weltmeisterschaften 2015 in Doha und der Europameisterschaften 2017 in Charkiw. Bei den Weltmeisterschaften 2017 in Hamburg unterlag er im Achtelfinale gegen Manuel Cappai.